# 東向寺

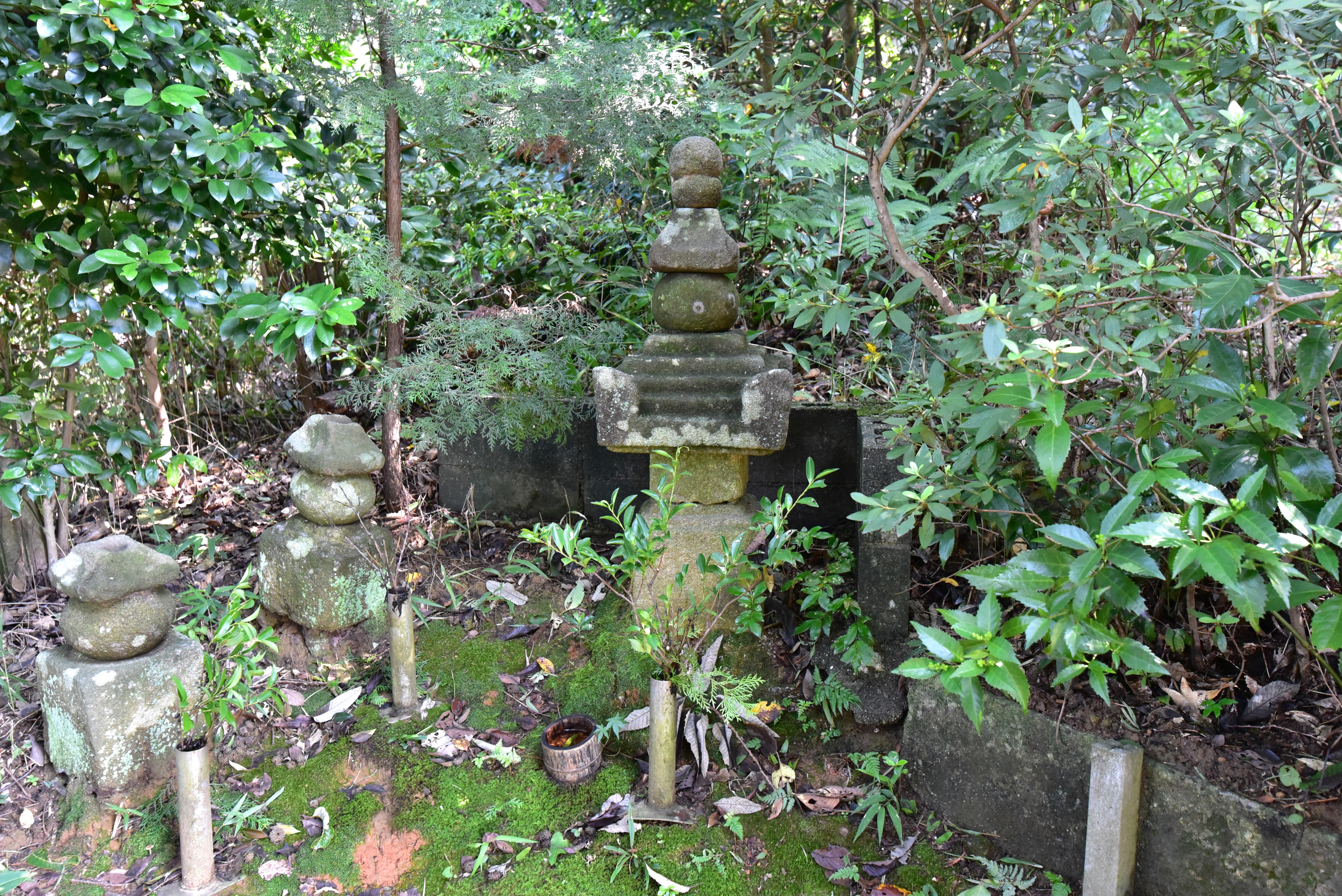
今川義元の首塚

東向寺（とうこうじ）は、愛知県西尾市駒場町字榎木島にある浄土宗西山深草派の寺院。

## 概要
正式名称は、石峰山来迎院東向寺（せきほうざん らいごういん とうこうじ）。今川義元の首塚と伝わる宝篋印塔がある。

## 由緒
創建は平安時代初期の貞観年間、円仁（慈覚大師）によるとされ、当初は天台宗であった。その後一時荒廃し、室町時代後期の明応年間、中島崇福寺開山天祐上人の弟子であった光祐慧徳上人が入り、浄土宗に改めた。現在は、浄土宗西山深草派に属する。

## 伝今川義元首塚の由来
当寺第四世の徳順上人は、今川義元の叔父と伝えられ、義元は禁制を出すなど深く帰依したとされる。永禄3年5月19日（1560年6月12日）、義元は桶狭間の戦いで織田信長に敗れ、討ち取られた義元の首は須ヶ口に晒された。当時鳴海城主であった今川家武将の岡部元信は、鳴海城と引き換えに主君義元の首を返却された。元信はその首を携えて刈谷、吉良を経由して駿河国を目指したが、初夏の暑さから首の損傷が激しく、途中縁故ある当寺に立ち寄って、塚を築き、首を埋葬した。この時、2名の武将が当地に留まって墓守となったが、そのうちの1名は名を今村某といい、今村家は当寺の大檀那として昭和まで続いた。当寺過去帳より。

## 三十三観音
当寺の東の山中に三十三観音霊場が造られている。これは、大正期に西国三十三所の観音霊場を模して造られたもので、山道に沿って三十三の観音菩薩の石像が順番通りに配置されている。また、山頂には関東大震災の供養として大観音像が建つ。

## 文化財
- 観音菩薩立像（西尾市指定[1]）- 平安後期の作とされる。往古は、12年に1度のみご開帳される秘仏であったが、現在は年に1度、4月の観音大祭に合わせて一般公開されている。